# Виборчий округ 139
Виборчий округ 139 — виборчий округ в Одеській області. В сучасному вигляді був утворений 28 квітня 2012 року постановою ЦВК №82 (до цього моменту існувала інша система виборчих округів). Окружна виборча комісія цього округу розташовується в будівлі Роздільнянської дитячо-юнацької спортивної школи за адресою: м. Роздільна, вул. Привокзальна, 14.
3 листопада 2022 року народний депутат Ігор Васильковський, обраний до ВРУ на окрузі у 2019 році, був достроково позбавлений мандату. Через дію на території України воєнного стану проміжні вибори на окрузі не призначені.

## Межі
Виборчий округ 139 межує з округом 137 на північному заході, з округом 138 на півночі, на північному сході і на сході, межує з округом 136 і обмежений узбережжям Чорного моря на південному сході, межує з округом 140 на півдні та обмежений державним кордоном з Молдовою на південному заході і на заході. 
Сучасні межі згідно Державного реєстру виборців: частина Березівського району (виборчі дільниці № 510319, 510342, 510343), частина Одеського району (виборчі дільниці № 510222, 510223, 510230, 510237, 510238, 510241 – 510243, 510246, 510248, 510249, 510252, 510257, 510263 – 510265, 510268, 510269, 510276, 510277, 510499 – 510520, 510523, 510742, 510743, 511064 – 511072, 511366 – 511373, 511443, 511452, 511456), частина Роздільнянського району (виборчі дільниці № 510320 – 510341, 510727 – 510741, 510744 – 510761, 510894 – 510912).

## Дільниці
На парламентських виборах 2012 року до округу входило 140 дільниць. На парламентських виборах 2014 року, президентських та парламентських виборах 2019 року округ налічував 141 виборчу дільницю. Зараз округ складається з 142 дільниць: 141 звичайної та 1 спеціальної виборчої дільниці. За розміром: 34 малих, 55 середніх та 53 великих. За територіальним розташування: 74 у Роздільнянському, 65 у Одеському та 3 у Березівському районах.
Станом на 22 січня 2021 року виборчий округ №139 складався з виборчих дільниць під номерами 510222-510223, 510230, 510237-510238, 510241-510243, 510246, 510248-510249, 510252, 510257, 510263-510265, 510268-510269, 510276-510277, 510319-510343, 510499-510520, 510523, 510727-510761, 510894-510912, 511064-511072, 511366-511373, 511443 та 511452.
До складу округу входять міста Роздільна та Южне, а також частина Пересипського району міста Одеса.
Єдина спеціальна виборча дільниця 510523 знаходиться у комунальній установі «Одеська обласна психіатрична лікарня №2» у с. Олександрівка.

## Виборці
Парламентські вибори 2012 року — 174 259 виборців.
Президентські вибори 2014 року — на них були використані виборчі округи поділу 2010 року.
Парламентські вибори 2014 року — 172 210 виборців.
Президентські вибори 2019 року — 172 144 виборця, повторні вибори —  172 801 виборець.
Парламентські вибори 2019 року — 172 033 виборця.
Більшість виборців мешкає у Одеському районі — 96 242, у Роздільнянському — 75 659, у Березівському — 1 254 (станом на 31 січня 2021 року).

## Населені пункти
До округу входять 267 населених пунктів 19 територіальних громад Одеської області: Одеської міської, Роздільнянської міської, Южненської міської, Великомихайлівської селищної, Захарівської селищної, Лиманської селищної, Цебриківської селищної, Чорноморської селищної, Великоплосківської сільської, Вигоднянської сільської, Дачненської сільської, Затишанської сільської, Знам'янської сільської, Красносільської сільської, Нерубайської сільської, Новоборисівської сільської, Степанівської сільської, Усатівської сільської, Фонтанської сільської.
205 населених пунктів знаходяться у Роздільнянському районі, 54 — у Одеському, 8 — у Березівському.
| Назва населеного пункту              | Район                 | Територіальна громада      | Дільниці                                                                       | Кількість виборців на 31.01.21 |
| ------------------------------------ | --------------------- | -------------------------- | ------------------------------------------------------------------------------ | ------------------------------ |
| Одеса (частина Пересипського району) | Одеський район        | Одеська міська             | 511366, 511367, 511368, 511369, 511370, 511371, 511372, 511373                 | 17472                          |
| Роздільна                            | Роздільнянський район | Роздільнянська міська      | 510727, 510728, 510729, 510730, 510731, 510732                                 | 13739                          |
| Южне                                 | Одеський район        | Южненська міська           | 511064, 511065, 511066, 511067, 511068, 511069, 511070, 511071, 511072, 511456 | 19535                          |
| Августівка                           | Одеський район        | Усатівська сільська        | 510222                                                                         | 1260                           |
| Черевичне                            | Одеський район        | Усатівська сільська        | 510222                                                                         | 1260                           |
| Алтестове                            | Одеський район        | Нерубайська сільська       | 510223                                                                         | 157                            |
| Василівка                            | Одеський район        | Вигоднянська сільська      | 510230                                                                         | 1458                           |
| Сонячне                              | Одеський район        | Вигоднянська сільська      | 510237                                                                         | 3070                           |
| Вигода                               | Одеський район        | Вигоднянська сільська      | 510237, 510238                                                                 | 3070                           |
| Дачне                                | Одеський район        | Дачненська сільська        | 510241, 510242, 510243, 511452                                                 | 7546                           |
| Іллінка                              | Одеський район        | Усатівська сільська        | 510246                                                                         | 1197                           |
| Тихе                                 | Одеський район        | Усатівська сільська        | 510246                                                                         | 1197                           |
| Чоботарівка                          | Одеський район        | Усатівська сільська        | 510246                                                                         | 1197                           |
| Кам'янка                             | Одеський район        | Вигоднянська сільська      | 510248                                                                         | 1009                           |
| Латівка                              | Одеський район        | Усатівська сільська        | 510249                                                                         | 1680                           |
| Маринівка                            | Одеський район        | Усатівська сільська        | 510252                                                                         | 441                            |
| Набережне                            | Одеський район        | Усатівська сільська        | 510257                                                                         | 890                            |
| Берегове                             | Одеський район        | Усатівська сільська        | 510263                                                                         | 364                            |
| Нова Еметівка                        | Одеський район        | Усатівська сільська        | 510263                                                                         | 364                            |
| Стара Еметівка                       | Одеський район        | Усатівська сільська        | 510263                                                                         | 364                            |
| Ковалівка                            | Одеський район        | Усатівська сільська        | 510264                                                                         | 405                            |
| Нова Ковалівка                       | Одеський район        | Усатівська сільська        | 510264                                                                         | 405                            |
| Паліївка                             | Одеський район        | Вигоднянська сільська      | 510265                                                                         | 894                            |
| Зоряне                               | Одеський район        | Вигоднянська сільська      | 510265                                                                         | 894                            |
| Протопопівка                         | Одеський район        | Усатівська сільська        | 510268                                                                         | 355                            |
| Секретарівка                         | Одеський район        | Вигоднянська сільська      | 510269                                                                         | 776                            |
| Михайлівка                           | Одеський район        | Вигоднянська сільська      | 510269                                                                         | 776                            |
| Холодна Балка                        | Одеський район        | Нерубайська сільська       | 510276                                                                         | 2288                           |
| Червона Гірка                        | Одеський район        | Вигоднянська сільська      | 510277                                                                         | 310                            |
| Великозименове                       | Березівський район    | Знам'янська сільська       | 510319                                                                         | 222                            |
| Марціянове                           | Березівський район    | Знам'янська сільська       | 510319                                                                         | 222                            |
| Великокомарівка                      | Роздільнянський район | Великомихайлівська селищна | 510320                                                                         | 920                            |
| Дівоцьке                             | Роздільнянський район | Великомихайлівська селищна | 510320                                                                         | 920                            |
| Платонівка                           | Роздільнянський район | Великомихайлівська селищна | 510320                                                                         | 920                            |
| Велика Михайлівка                    | Роздільнянський район | Великомихайлівська селищна | 510321, 510322, 510323                                                         | 4595                           |
| Великоплоске                         | Роздільнянський район | Великоплосківська сільська | 510324                                                                         | 2275                           |
| Гребеники                            | Роздільнянський район | Великомихайлівська селищна | 510325                                                                         | 848                            |
| Юрківка                              | Роздільнянський район | Великомихайлівська селищна | 510325                                                                         | 848                            |
| Єрмішкове                            | Роздільнянський район | Великомихайлівська селищна | 510325                                                                         | 848                            |
| Вишневе                              | Роздільнянський район | Цебриківська селищна       | 510326                                                                         | 681                            |
| Новоселівка                          | Роздільнянський район | Цебриківська селищна       | 510326                                                                         | 681                            |
| Привільне                            | Роздільнянський район | Цебриківська селищна       | 510326                                                                         | 681                            |
| Сокорове                             | Роздільнянський район | Цебриківська селищна       | 510326                                                                         | 681                            |
| Комарівка                            | Роздільнянський район | Великомихайлівська селищна | 510327                                                                         | 117                            |
| Грушка                               | Роздільнянський район | Великомихайлівська селищна | 510327                                                                         | 117                            |
| Трохимівка                           | Роздільнянський район | Великомихайлівська селищна | 510327                                                                         | 117                            |
| Мигаї                                | Роздільнянський район | Новоборисівська сільська   | 510328                                                                         | 555                            |
| Залізничне                           | Роздільнянський район | Новоборисівська сільська   | 510328                                                                         | 555                            |
| Мигаєве                              | Роздільнянський район | Новоборисівська сільська   | 510328                                                                         | 555                            |
| Три Криниці                          | Роздільнянський район | Новоборисівська сільська   | 510328                                                                         | 555                            |
| Новоборисівка                        | Роздільнянський район | Новоборисівська сільська   | 510329                                                                         | 1865                           |
| Добрий Лук                           | Роздільнянський район | Новоборисівська сільська   | 510329                                                                         | 1865                           |
| Дурбайли                             | Роздільнянський район | Новоборисівська сільська   | 510329                                                                         | 1865                           |
| Іванівка                             | Роздільнянський район | Новоборисівська сільська   | 510329                                                                         | 1865                           |
| Мацкули                              | Роздільнянський район | Новоборисівська сільська   | 510329                                                                         | 1865                           |
| Поплавка                             | Роздільнянський район | Новоборисівська сільська   | 510329                                                                         | 1865                           |
| Преображенка                         | Роздільнянський район | Новоборисівська сільська   | 510329                                                                         | 1865                           |
| Путилівка                            | Роздільнянський район | Новоборисівська сільська   | 510329                                                                         | 1865                           |
| Райки                                | Роздільнянський район | Новоборисівська сільська   | 510329                                                                         | 1865                           |
| Тятри                                | Роздільнянський район | Новоборисівська сільська   | 510329                                                                         | 1865                           |
| Новоолександрівка                    | Роздільнянський район | Великомихайлівська селищна | 510330                                                                         | 301                            |
| Нові Бутори                          | Роздільнянський район | Великомихайлівська селищна | 510330                                                                         | 301                            |
| Новопетрівка                         | Роздільнянський район | Великомихайлівська селищна | 510331                                                                         | 1495                           |
| Вакарське                            | Роздільнянський район | Великомихайлівська селищна | 510331                                                                         | 1495                           |
| Новосавицьке                         | Роздільнянський район | Великоплосківська сільська | 510332                                                                         | 320                            |
| Новоселівка                          | Роздільнянський район | Великомихайлівська селищна | 510333                                                                         | 600                            |
| Трудомирівка                         | Роздільнянський район | Великомихайлівська селищна | 510333                                                                         | 600                            |
| Гірське                              | Роздільнянський район | Великомихайлівська селищна | 510333                                                                         | 600                            |
| Кардамичеве                          | Роздільнянський район | Великомихайлівська селищна | 510333                                                                         | 600                            |
| Першотравневе                        | Роздільнянський район | Новоборисівська сільська   | 510334                                                                         | 562                            |
| Мартове                              | Роздільнянський район | Новоборисівська сільська   | 510334                                                                         | 562                            |
| Данилівка                            | Роздільнянський район | Новоборисівська сільська   | 510334                                                                         | 562                            |
| Заможне                              | Роздільнянський район | Новоборисівська сільська   | 510334                                                                         | 562                            |
| Полішпакове                          | Роздільнянський район | Новоборисівська сільська   | 510335                                                                         | 472                            |
| Козакове                             | Роздільнянський район | Новоборисівська сільська   | 510335                                                                         | 472                            |
| Наливайкове                          | Роздільнянський район | Новоборисівська сільська   | 510335                                                                         | 472                            |
| Полезне                              | Роздільнянський район | Великомихайлівська селищна | 510336                                                                         | 743                            |
| Багачеве                             | Роздільнянський район | Великомихайлівська селищна | 510336                                                                         | 743                            |
| Бессарабка                           | Роздільнянський район | Великомихайлівська селищна | 510336                                                                         | 743                            |
| Водяне                               | Роздільнянський район | Великомихайлівська селищна | 510336                                                                         | 743                            |
| Гіржове                              | Роздільнянський район | Великомихайлівська селищна | 510336                                                                         | 743                            |
| Фрасине                              | Роздільнянський район | Великомихайлівська селищна | 510336                                                                         | 743                            |
| Слов'яносербка                       | Роздільнянський район | Великоплосківська сільська | 510337                                                                         | 547                            |
| Антоно-Ковач                         | Роздільнянський район | Великоплосківська сільська | 510337                                                                         | 547                            |
| Олег                                 | Роздільнянський район | Великоплосківська сільська | 510337                                                                         | 547                            |
| Соше-Острівське                      | Роздільнянський район | Великомихайлівська селищна | 510338                                                                         | 428                            |
| Кучурган                             | Роздільнянський район | Великомихайлівська селищна | 510338                                                                         | 428                            |
| Стоянове                             | Роздільнянський район | Великомихайлівська селищна | 510339                                                                         | 289                            |
| Василівка                            | Роздільнянський район | Великомихайлівська селищна | 510339                                                                         | 289                            |
| Муратове                             | Роздільнянський район | Великомихайлівська селищна | 510339                                                                         | 289                            |
| Тростянець                           | Роздільнянський район | Великоплосківська сільська | 510340                                                                         | 447                            |
| Кістельниця                          | Роздільнянський район | Великоплосківська сільська | 510340                                                                         | 447                            |
| Малоплоске                           | Роздільнянський район | Великоплосківська сільська | 510340                                                                         | 447                            |
| Новоантонівка                        | Роздільнянський район | Великоплосківська сільська | 510340                                                                         | 447                            |
| Орел                                 | Роздільнянський район | Великоплосківська сільська | 510340                                                                         | 447                            |
| Покровка                             | Роздільнянський район | Великоплосківська сільська | 510340                                                                         | 447                            |
| Привілля                             | Роздільнянський район | Великоплосківська сільська | 510340                                                                         | 447                            |
| Цебрикове                            | Роздільнянський район | Цебриківська селищна       | 510341                                                                         | 2325                           |
| Іринівка                             | Роздільнянський район | Цебриківська селищна       | 510341                                                                         | 2325                           |
| Малоцебрикове                        | Роздільнянський район | Цебриківська селищна       | 510341                                                                         | 2325                           |
| Мардарівка                           | Роздільнянський район | Цебриківська селищна       | 510341                                                                         | 2325                           |
| Новопавлівка                         | Роздільнянський район | Цебриківська селищна       | 510341                                                                         | 2325                           |
| Новороманівка                        | Роздільнянський район | Цебриківська селищна       | 510341                                                                         | 2325                           |
| Оленівка                             | Роздільнянський район | Цебриківська селищна       | 510341                                                                         | 2325                           |
| Ольжинове                            | Роздільнянський район | Цебриківська селищна       | 510341                                                                         | 2325                           |
| Цибулівка                            | Березівський район    | Знам'янська сільська       | 510342                                                                         | 623                            |
| Малозименове                         | Березівський район    | Знам'янська сільська       | 510342                                                                         | 623                            |
| Брашеванівка                         | Березівський район    | Знам'янська сільська       | 510342                                                                         | 623                            |
| Воробіївка                           | Березівський район    | Знам'янська сільська       | 510343                                                                         | 409                            |
| Воробйове                            | Березівський район    | Знам'янська сільська       | 510343                                                                         | 409                            |
| Юрашеве                              | Березівський район    | Знам'янська сільська       | 510343                                                                         | 409                            |
| Кубанка                              | Одеський район        | Красносільська сільська    | 510499                                                                         | 465                            |
| Новокубанка                          | Одеський район        | Красносільська сільська    | 510499                                                                         | 465                            |
| Переможне                            | Одеський район        | Красносільська сільська    | 510500                                                                         | 308                            |
| Красносілка                          | Одеський район        | Красносільська сільська    | 510501, 510502, 510503                                                         | 4271                           |
| Ілічанка                             | Одеський район        | Красносільська сільська    | 510504                                                                         | 1673                           |
| Корсунці                             | Одеський район        | Красносільська сільська    | 510505                                                                         | 1576                           |
| Олександрівка                        | Одеський район        | Фонтанська сільська        | 510506, 511443, спец. 510523                                                   | 2536                           |
| Світле                               | Одеський район        | Фонтанська сільська        | 510507                                                                         | 575                            |
| Нові Білярі                          | Одеський район        | Южненська міська           | 510508                                                                         | 824                            |
| Білярі                               | Одеський район        | Южненська міська           | 510508                                                                         | 824                            |
| Булдинка                             | Одеський район        | Южненська міська           | 510508                                                                         | 824                            |
| Григорівка                           | Одеський район        | Южненська міська           | 510508                                                                         | 824                            |
| Крижанівка                           | Одеський район        | Фонтанська сільська        | 510509, 510510                                                                 | 5520                           |
| Ліски                                | Одеський район        | Фонтанська сільська        | 510511                                                                         | 858                            |
| Фонтанка                             | Одеський район        | Фонтанська сільська        | 510512, 510513, 510514                                                         | 7001                           |
| Вапнярка                             | Одеський район        | Фонтанська сільська        | 510515                                                                         | 704                            |
| Нова Дофінівка                       | Одеський район        | Фонтанська сільська        | 510516                                                                         | 1257                           |
| Чорноморське                         | Одеський район        | Чорноморська селищна       | 510517, 510518, 510519                                                         | 4936                           |
| Змієнкове                            | Одеський район        | Чорноморська селищна       | 510520                                                                         | 677                            |
| Лиманське                            | Роздільнянський район | Лиманська селищна          | 510733, 510734, 510735                                                         | 5449                           |
| Бецилове                             | Роздільнянський район | Роздільнянська міська      | 510736                                                                         | 323                            |
| Старокостянтинівка                   | Роздільнянський район | Роздільнянська міська      | 510736                                                                         | 323                            |
| Желепове                             | Роздільнянський район | Роздільнянська міська      | 510737                                                                         | 233                            |
| Новоселівка                          | Роздільнянський район | Роздільнянська міська      | 510737                                                                         | 233                            |
| Буцинівка                            | Роздільнянський район | Роздільнянська міська      | 510738                                                                         | 898                            |
| Карпівка                             | Роздільнянський район | Роздільнянська міська      | 510738                                                                         | 898                            |
| Кузьменка                            | Роздільнянський район | Роздільнянська міська      | 510738                                                                         | 898                            |
| Міліардівка                          | Роздільнянський район | Роздільнянська міська      | 510738                                                                         | 898                            |
| Новодмитрівка                        | Роздільнянський район | Роздільнянська міська      | 510738                                                                         | 898                            |
| Виноградар                           | Роздільнянський район | Роздільнянська міська      | 510739                                                                         | 1801                           |
| Будячки                              | Роздільнянський район | Роздільнянська міська      | 510739                                                                         | 1801                           |
| Вакулівка                            | Роздільнянський район | Роздільнянська міська      | 510739                                                                         | 1801                           |
| Новодмитрівка Друга                  | Роздільнянський район | Роздільнянська міська      | 510739                                                                         | 1801                           |
| Миколаївка                           | Роздільнянський район | Роздільнянська міська      | 510739                                                                         | 1801                           |
| Новоградениця                        | Роздільнянський район | Роздільнянська міська      | 510739                                                                         | 1801                           |
| Перше Травня                         | Роздільнянський район | Роздільнянська міська      | 510739                                                                         | 1801                           |
| Гаївка                               | Роздільнянський район | Степанівська сільська      | 510740                                                                         | 489                            |
| Бугай                                | Роздільнянський район | Степанівська сільська      | 510740                                                                         | 489                            |
| Нове                                 | Роздільнянський район | Степанівська сільська      | 510740                                                                         | 489                            |
| Плавневе                             | Роздільнянський район | Степанівська сільська      | 510740                                                                         | 489                            |
| Лучинське                            | Роздільнянський район | Степанівська сільська      | 510741                                                                         | 447                            |
| Єгорівка                             | Одеський район        | Дачненська сільська        | 510742                                                                         | 900                            |
| Мале                                 | Одеський район        | Дачненська сільська        | 510742                                                                         | 900                            |
| Світлогірське                        | Одеський район        | Дачненська сільська        | 510742                                                                         | 900                            |
| Хоминка                              | Одеський район        | Дачненська сільська        | 510742                                                                         | 900                            |
| Болгарка                             | Одеський район        | Дачненська сільська        | 510743                                                                         | 1054                           |
| Єлизаветівка                         | Одеський район        | Дачненська сільська        | 510743                                                                         | 1054                           |
| Одрадове                             | Одеський район        | Дачненська сільська        | 510743                                                                         | 1054                           |
| Єреміївка                            | Роздільнянський район | Роздільнянська міська      | 510744                                                                         | 719                            |
| Бринівка                             | Роздільнянський район | Роздільнянська міська      | 510744                                                                         | 719                            |
| Веселе                               | Роздільнянський район | Роздільнянська міська      | 510744                                                                         | 719                            |
| Поташенкове                          | Роздільнянський район | Роздільнянська міська      | 510744                                                                         | 719                            |
| Шеметове                             | Роздільнянський район | Роздільнянська міська      | 510744                                                                         | 719                            |
| Богнатове                            | Роздільнянський район | Роздільнянська міська      | 510745                                                                         | 607                            |
| Бурдівка                             | Роздільнянський район | Роздільнянська міська      | 510745                                                                         | 607                            |
| Кам’янка                             | Роздільнянський район | Роздільнянська міська      | 510746                                                                         | 1464                           |
| Антонівка                            | Роздільнянський район | Роздільнянська міська      | 510746                                                                         | 1464                           |
| Володимирівка                        | Роздільнянський район | Роздільнянська міська      | 510746                                                                         | 1464                           |
| Матишівка                            | Роздільнянський район | Роздільнянська міська      | 510746                                                                         | 1464                           |
| Покровка                             | Роздільнянський район | Роздільнянська міська      | 510746                                                                         | 1464                           |
| Благодатне                           | Роздільнянський район | Роздільнянська міська      | 510747                                                                         | 879                            |
| Андрієво-Іванове                     | Роздільнянський район | Роздільнянська міська      | 510747                                                                         | 879                            |
| Калантаївка                          | Роздільнянський район | Роздільнянська міська      | 510747                                                                         | 879                            |
| Карпове                              | Роздільнянський район | Роздільнянська міська      | 510747                                                                         | 879                            |
| Олександрівка                        | Роздільнянський район | Роздільнянська міська      | 510747                                                                         | 879                            |
| Кошари                               | Роздільнянський район | Роздільнянська міська      | 510748                                                                         | 604                            |
| Лозове                               | Роздільнянський район | Роздільнянська міська      | 510748                                                                         | 604                            |
| Кучурган                             | Роздільнянський район | Лиманська селищна          | 510749, 510750                                                                 | 2888                           |
| Марківка                             | Роздільнянський район | Степанівська сільська      | 510751                                                                         | 494                            |
| Вапнярка                             | Роздільнянський район | Степанівська сільська      | 510751                                                                         | 494                            |
| Гетьманці                            | Роздільнянський район | Степанівська сільська      | 510751                                                                         | 494                            |
| Новокостянтинівка                    | Роздільнянський район | Степанівська сільська      | 510751                                                                         | 494                            |
| Петрівка                             | Роздільнянський район | Степанівська сільська      | 510751                                                                         | 494                            |
| Новоукраїнка                         | Роздільнянський район | Роздільнянська міська      | 510752                                                                         | 807                            |
| Капаклієве                           | Роздільнянський район | Роздільнянська міська      | 510752                                                                         | 807                            |
| Петро-Євдокіївка                     | Роздільнянський район | Роздільнянська міська      | 510752                                                                         | 807                            |
| Понятівка                            | Роздільнянський район | Роздільнянська міська      | 510753                                                                         | 773                            |
| Балкове                              | Роздільнянський район | Роздільнянська міська      | 510753                                                                         | 773                            |
| Старостине                           | Роздільнянський район | Роздільнянська міська      | 510754                                                                         | 1444                           |
| Бакалове                             | Роздільнянський район | Роздільнянська міська      | 510754                                                                         | 1444                           |
| Велізарове                           | Роздільнянський район | Роздільнянська міська      | 510754                                                                         | 1444                           |
| Нові Чобручі                         | Роздільнянський район | Роздільнянська міська      | 510754                                                                         | 1444                           |
| Надія                                | Роздільнянський район | Роздільнянська міська      | 510755                                                                         | 430                            |
| Новий Гребеник                       | Роздільнянський район | Роздільнянська міська      | 510755                                                                         | 430                            |
| Парканці                             | Роздільнянський район | Роздільнянська міська      | 510755                                                                         | 430                            |
| Слобідка                             | Роздільнянський район | Роздільнянська міська      | 510755                                                                         | 430                            |
| Сухе                                 | Роздільнянський район | Роздільнянська міська      | 510755                                                                         | 430                            |
| Шевченкове                           | Роздільнянський район | Роздільнянська міська      | 510755                                                                         | 430                            |
| Степанівка                           | Роздільнянський район | Степанівська сільська      | 510756                                                                         | 1727                           |
| Новокрасне                           | Роздільнянський район | Степанівська сільська      | 510756                                                                         | 1727                           |
| Івано-Миколаївка                     | Роздільнянський район | Степанівська сільська      | 510757                                                                         | 913                            |
| Павлівка                             | Роздільнянський район | Степанівська сільська      | 510757                                                                         | 913                            |
| Труд-Куток                           | Роздільнянський район | Степанівська сільська      | 510757                                                                         | 913                            |
| Степове                              | Роздільнянський район | Лиманська селищна          | 510758                                                                         | 1135                           |
| Виноградівка                         | Роздільнянський район | Лиманська селищна          | 510759                                                                         | 389                            |
| Щербанка                             | Роздільнянський район | Лиманська селищна          | 510760                                                                         | 1143                           |
| Нове                                 | Роздільнянський район | Лиманська селищна          | 510760                                                                         | 1143                           |
| Новосільці                           | Роздільнянський район | Лиманська селищна          | 510760                                                                         | 1143                           |
| Яковлівка                            | Роздільнянський район | Степанівська сільська      | 510761                                                                         | 1447                           |
| Ангелінівка                          | Роздільнянський район | Степанівська сільська      | 510761                                                                         | 1447                           |
| Дружба                               | Роздільнянський район | Степанівська сільська      | 510761                                                                         | 1447                           |
| Розалівка                            | Роздільнянський район | Степанівська сільська      | 510761                                                                         | 1447                           |
| Широке                               | Роздільнянський район | Степанівська сільська      | 510761                                                                         | 1447                           |
| Василівка                            | Роздільнянський район | Захарівська селищна        | 510894                                                                         | 279                            |
| Червона Стінка                       | Роздільнянський район | Захарівська селищна        | 510894                                                                         | 279                            |
| Андрусова                            | Роздільнянський район | Затишанська сільська       | 510895                                                                         | 202                            |
| Весела Балка                         | Роздільнянський район | Затишанська сільська       | 510895                                                                         | 202                            |
| Дружелюбівка                         | Роздільнянський район | Затишанська сільська       | 510895                                                                         | 202                            |
| Нова Григорівка                      | Роздільнянський район | Затишанська сільська       | 510895                                                                         | 202                            |
| Войничеве                            | Роздільнянський район | Захарівська селищна        | 510896                                                                         | 404                            |
| Богданове Перше                      | Роздільнянський район | Захарівська селищна        | 510896                                                                         | 404                            |
| Савчинське                           | Роздільнянський район | Захарівська селищна        | 510896                                                                         | 404                            |
| Скинешори                            | Роздільнянський район | Затишанська сільська       | 510897                                                                         | 2835                           |
| Затишшя                              | Роздільнянський район | Затишанська сільська       | 510897, 510898                                                                 | 2835                           |
| Гедеримове Перше                     | Роздільнянський район | Затишанська сільська       | 510898                                                                         | 2835                           |
| Загір'я                              | Роздільнянський район | Затишанська сільська       | 510898                                                                         | 2835                           |
| Краснопіль                           | Роздільнянський район | Затишанська сільська       | 510898                                                                         | 2835                           |
| Йосипівка                            | Роздільнянський район | Захарівська селищна        | 510899                                                                         | 660                            |
| Самійлівка                           | Роздільнянський район | Захарівська селищна        | 510899                                                                         | 660                            |
| Унтилівка                            | Роздільнянський район | Захарівська селищна        | 510899                                                                         | 660                            |
| Карабанове                           | Роздільнянський район | Захарівська селищна        | 510900                                                                         | 573                            |
| Кошарка                              | Роздільнянський район | Захарівська селищна        | 510900                                                                         | 573                            |
| Кримпулька                           | Роздільнянський район | Захарівська селищна        | 510900                                                                         | 573                            |
| Нова Шибка                           | Роздільнянський район | Захарівська селищна        | 510900                                                                         | 573                            |
| Новомиколаївка                       | Роздільнянський район | Захарівська селищна        | 510900                                                                         | 573                            |
| Торосове                             | Роздільнянський район | Затишанська сільська       | 510901                                                                         | 606                            |
| Володимирівка                        | Роздільнянський район | Затишанська сільська       | 510901                                                                         | 606                            |
| Іванівка                             | Роздільнянський район | Затишанська сільська       | 510901                                                                         | 606                            |
| Малорошове                           | Роздільнянський район | Затишанська сільська       | 510901                                                                         | 606                            |
| Глибокояр                            | Роздільнянський район | Захарівська селищна        | 510902                                                                         | 408                            |
| Майорське                            | Роздільнянський район | Захарівська селищна        | 510902                                                                         | 408                            |
| Мар’янівка                           | Роздільнянський район | Захарівська селищна        | 510903                                                                         | 410                            |
| Дементівка                           | Роздільнянський район | Захарівська селищна        | 510903                                                                         | 410                            |
| Оленівка                             | Роздільнянський район | Захарівська селищна        | 510903                                                                         | 410                            |
| Петрівка                             | Роздільнянський район | Захарівська селищна        | 510903                                                                         | 410                            |
| Новозаріцьке                         | Роздільнянський район | Захарівська селищна        | 510904                                                                         | 304                            |
| Бірносове                            | Роздільнянський район | Захарівська селищна        | 510904                                                                         | 304                            |
| Перше Травня                         | Роздільнянський район | Захарівська селищна        | 510904                                                                         | 304                            |
| Федосіївка                           | Роздільнянський район | Захарівська селищна        | 510904                                                                         | 304                            |
| Балашове                             | Роздільнянський район | Захарівська селищна        | 510905                                                                         | 260                            |
| Гірківка                             | Роздільнянський район | Захарівська селищна        | 510905                                                                         | 260                            |
| Давидівка                            | Роздільнянський район | Захарівська селищна        | 510905                                                                         | 260                            |
| Новопавлівка                         | Роздільнянський район | Захарівська селищна        | 510905                                                                         | 260                            |
| Онилове                              | Роздільнянський район | Захарівська селищна        | 510906                                                                         | 308                            |
| Жигайлове                            | Роздільнянський район | Захарівська селищна        | 510906                                                                         | 308                            |
| Мала Топорівка                       | Роздільнянський район | Захарівська селищна        | 510906                                                                         | 308                            |
| Павлівка                             | Роздільнянський район | Захарівська селищна        | 510907                                                                         | 755                            |
| Парканівка                           | Роздільнянський район | Захарівська селищна        | 510907                                                                         | 755                            |
| Первомайське                         | Роздільнянський район | Захарівська селищна        | 510908                                                                         | 174                            |
| Перехрестове                         | Роздільнянський район | Затишанська сільська       | 510909                                                                         | 1201                           |
| Перехрестове Перше                   | Роздільнянський район | Затишанська сільська       | 510909                                                                         | 1201                           |
| Петрівка                             | Роздільнянський район | Затишанська сільська       | 510909                                                                         | 1201                           |
| Росіянівка                           | Роздільнянський район | Захарівська селищна        | 510910                                                                         | 475                            |
| Стоянове                             | Роздільнянський район | Захарівська селищна        | 510911                                                                         | 4178                           |
| Захарівка                            | Роздільнянський район | Захарівська селищна        | 510911, 510912                                                                 | 4178                           |
| Єлизаветівка                         | Роздільнянський район | Захарівська селищна        | 510912                                                                         | 4178                           |

## Народні депутати від округу
| Ім'я                         | Фото | Партія          | Скликання | Дата набуття повноважень | Дата припинення повноважень |
| ---------------------------- | ---- | --------------- | --------- | ------------------------ | --------------------------- |
| Пресман Олександр Семенович  |      | Партія регіонів | 7-ме      | 12 грудня 2012           | 27 листопада 2014           |
| Пресман Олександр Семенович  |      | самовисуванець  | 8-ме      | 27 листопада 2014        | 29 серпня 2019              |
| Васильковський Ігор Ігорович |      | Слуга народу    | 9-те      | 29 серпня 2019           | 3 листопада 2022            |

## Результати виборів

### Парламентські

#### 2019
Кандидати-мажоритарники:
- Васильковський Ігор Ігорович (Слуга народу)
- Саутьонков Віталій Миколайович (Опозиційна платформа — За життя)
- Пресман Олександр Семенович (самовисування)
- Васильковський Василь Миколайович (самовисування)
- Слідзюк Володимир Володимирович (Голос)
- Муравський Микола Миколайович (самовисування)
- Матковський Сергій Іванович (Батьківщина)
- Ковальський Вадим Олексійович (Радикальна партія)
- Страшилін В'ячеслав Михайлович (Опозиційний блок)
- Будігай Віктор Анатолійович (Аграрна партія України)
- Щукіна Вікторія Ігорівна (самовисування)
- Шевченко Дмитро Андрійович (самовисування)
- Терещенко Юрій Анатолійович (самовисування)
- Січкар Ігор Ігорович (самовисування)
- Стас Олексій Дмитрович (самовисування)
- Шелепов Павло Юрійович (самовисування)
- Ханеня Дмитро Вікторович (самовисування)

#### 2014
Кандидати-мажоритарники:
- Пресман Олександр Семенович (самовисування)
- Пеструєв Дмитро Миколайович (самовисування)
- Алтунін Валерій Іванович (Блок Петра Порошенка)
- Горін Олександр Васильович (Народний фронт)
- Дорохов Антон Миколайович (Комуністична партія України)
- Ковальчук Петро Леонтійович (Батьківщина)
- Анікін Сергій Мойсейович (самовисування)
- Сокалюк Всеволод Петрович (Свобода)
- Буковський Микола Миколайович (Воля)
- Чапір Дмитро Петрович (самовисування)

#### 2012
Кандидати-мажоритарники:
- Пресман Олександр Семенович (Партія регіонів)
- Герасим'юк Ольга Володимирівна (УДАР)
- Царьков Євген Ігорович (Комуністична партія України)
- Тюхтій Микола Петрович (Народно-демократична партія)

## Явка
Явка виборців на окрузі: